# Baulon
Baulon település Franciaországban, Ille-et-Vilaine megyében. Lakosainak száma 2208 fő (2022. január 1.). Baulon Saint-Thurial, Bovel, Bréal-sous-Montfort, La Chapelle-Bouëxic, Goven, Guignen, Lassy és Maxent községekkel határos.

## Népesség
A település népességének változása:
| Lakosok száma | 893  | 907  | 1132 | 1785 | 2094 | 2157 | 2160 | 2188 | 2191 | 2208 |
|               | 1968 | 1982 | 1990 | 2006 | 2013 | 2015 | 2017 | 2019 | 2020 | 2022 |